# Brücken-Hackpfüffel
Brücken-Hackpfüffel ist eine kreisangehörige Gemeinde im Landkreis Mansfeld-Südharz im Südwesten Sachsen-Anhalts.

## Geografie
Die Gemeinde liegt nordöstlich des Kyffhäusergebirges in der Goldenen Aue. Die Kreisstadt Sangerhausen ist nur acht Kilometer vom Ortsteil Brücken entfernt. Das Gemeindegebiet von Brücken-Hackpfüffel erstreckt sich vom Unstrut-Nebenfluss Helme im Norden bis an die Landesgrenze zu Thüringen im Süden.
Umgeben wird Brücken-Hackpfüffel von den Nachbargemeinden Wallhausen im Norden und Osten, Bad Frankenhausen/Kyffhäuser im Süden sowie Kelbra (Kyffhäuser) im Westen.

### Gemeindegliederung
Die ehemaligen Gemeinden Brücken (Helme) und Hackpfüffel bilden die beiden Ortsteile der Gemeinde.

## Geschichte
2020 haben Archäologen nahe Brücken-Hackpfüffel ein rund 1500 Jahre altes Gräberfeld mit reichen Grabbeigaben entdeckt. Die Funde lassen darauf schließen, dass hier höhergestellte Persönlichkeiten beerdigt wurden. Die Experten vermuten in der Nähe die Siedlung eines Fürstenhofes aus der Zeit von 480 bis 530 n. Chr. Das Gräberfeld umfasst knapp 60 Gräber in denen sich unter anderem eine Goldmünze des oströmischen Kaisers Zeno (um 480), etliche silbervergoldete Gewandspangen, eine gläserne verzierte Schüssel, ein Schwert und ein Schildbuckel aus Eisen sowie ein Spinnwirtel aus Glas fand. Die Glasstücke stammen aus gallorömischen Werkstätten am Rhein, nur sie beherrschten diese Technik. Die Fibeln konnten den germanischen Stämmen der Alemannen, Langobarden und Thüringern zugeordnet werden.
Die Gemeinde entstand im Zuge der Gebietsreform in Sachsen-Anhalt am 1. Januar 2009 durch Gemeindefusion aus den ehemaligen Gemeinden Brücken (Helme) und Hackpfüffel. Am 1. Januar 2010 wurde die Verwaltungsgemeinschaft Goldene Aue in die Verbandsgemeinde  Goldene Aue umgewandelt, Voraussetzung dafür war, dass alle Mitgliedsgemeinden über 1000 Einwohner haben.

## Religion
21 % der Einwohner sind evangelisch, 1 % katholisch. Die St.-Aegidien-Kirche in Brücken und die St.-Annen-Kirche in Hackpfüffel gehören zum Pfarrbereich Brücken in der Region Südharz des evangelisch-lutherischen Kirchenkreises Eisleben-Sömmerda der Evangelischen Kirche in Mitteldeutschland. Die wenigen Katholiken sind der Pfarrei St. Jutta (mit der Herz-Jesu-Kirche als Hauptkirche) mit Sitz in Sangerhausen zugeordnet, die zum Dekanat Merseburg des Bistums Magdeburg gehört.

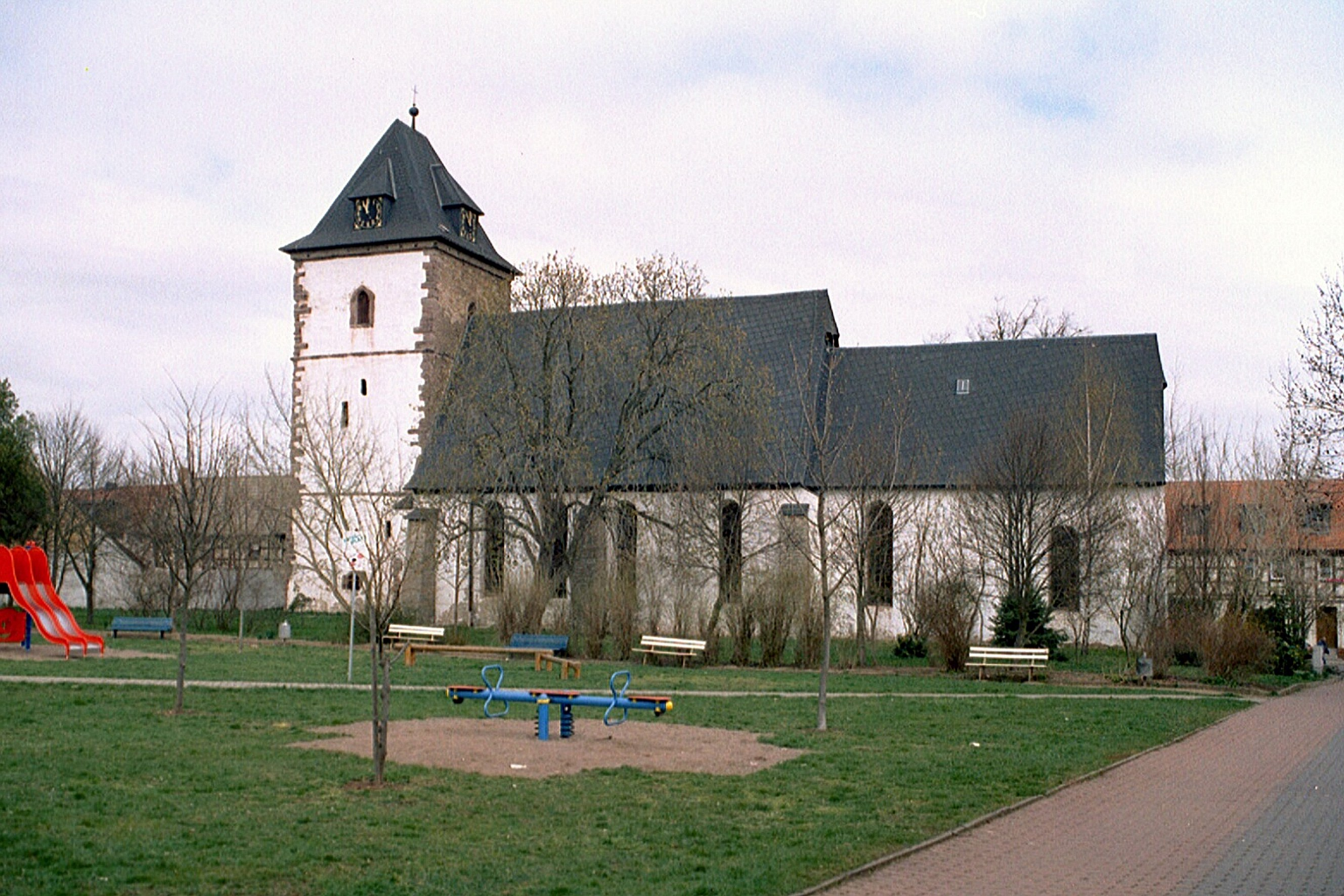
Kirche St. Aegidius in Brücken
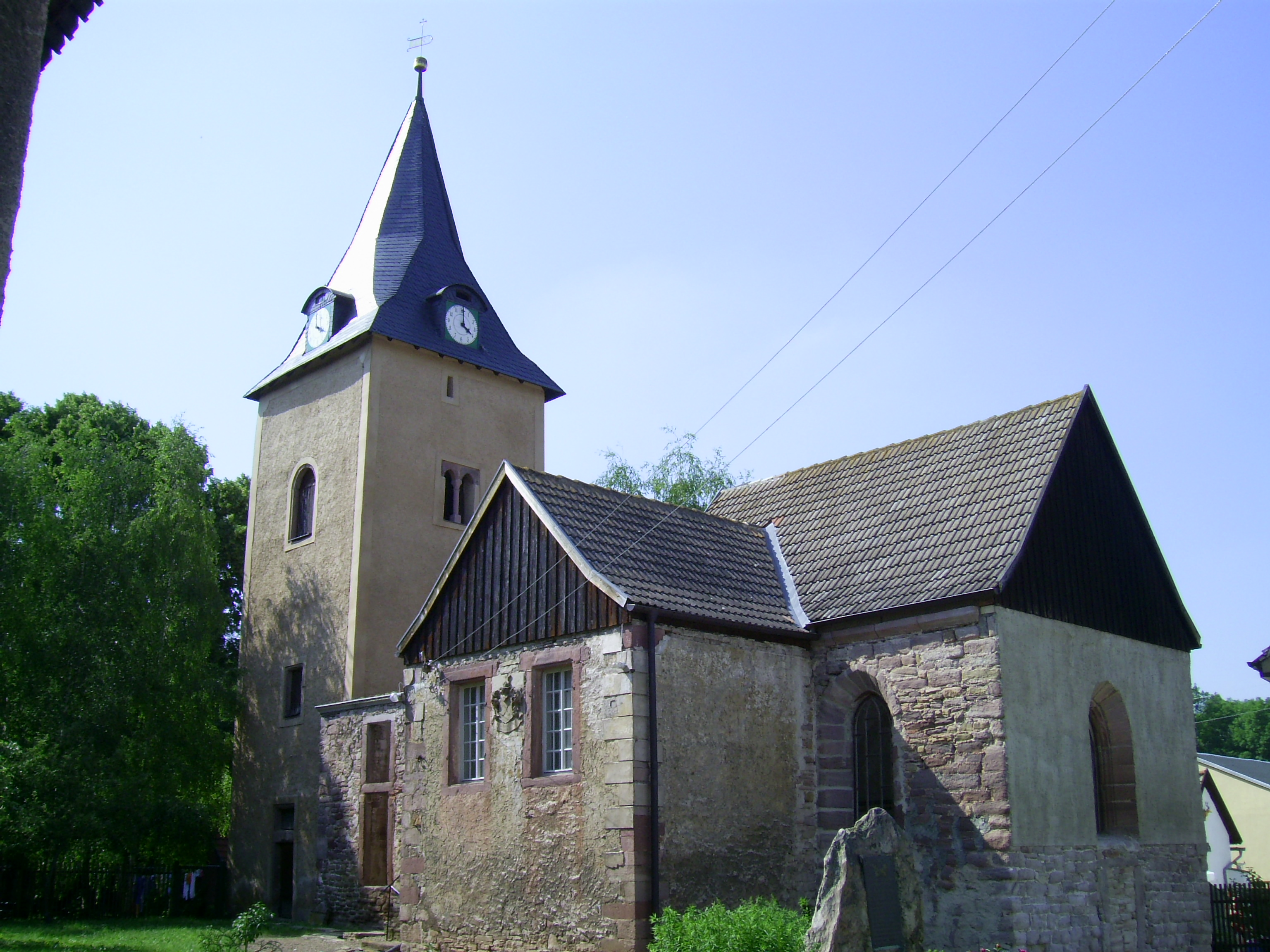
Kirche St. Annen in Hackpfüffel

## Politik
Bereits am 9. November 2008 fand die Bürgermeisterwahl für die neue Gemeinde statt, an der sich 55 % der Wahlberechtigten Brückens und Hackpfüffels beteiligten. Zum ersten ehrenamtlichen Bürgermeister der Gemeinde wurde Michael Peckruhn gewählt.
Er wurde im Oktober 2015 wiedergewählt. Am 7. November 2021 wurde ein neuer Bürgermeister gewählt. Christoph Vogler setzte sich in der Stichwahl durch.

### Wappen
Das Wappen wurde am 28. Januar 2009 durch den Landkreis genehmigt.
Blasonierung: „Gespalten von Silber und Grün vorn ein stehender Heiliger Ägidius im blauen Bischofsornat und blauer Mitra, in der linken Hand den goldenen Krummstab haltend, vor dem Heiligen eine aufgerichtete linksgewendete goldene Hirschkuh, hinten eine bewurzelte fünfblättrige goldene Linde.“
Die Farben der Gemeinde sind Gelb-Grün.

### Flagge
Die Flagge ist Gelb – Grün (1:1) gestreift und mittig mit dem Gemeindewappen belegt – bei der Längsform mit senkrecht verlaufenden Streifen und bei der Querform mit waagerecht verlaufenden Streifen.

## Belege
1. ↑  Statistisches Landesamt Sachsen-Anhalt, Bevölkerung der Gemeinden – Stand: 31. Dezember 2023 (Fortschreibung auf Basis des Zensus 2022) (Hilfe dazu).
2. ↑  StBA: Gebietsänderungen am 1. Januar 2009
3. ↑  Zensusdatenbank (Memento des Originals vom 5. Juni 2013 im Internet Archive)  Info: Der Archivlink wurde automatisch eingesetzt und noch nicht geprüft. Bitte prüfe Original- und Archivlink gemäß Anleitung und entferne dann diesen Hinweis.
4. ↑  http://www.stala.sachsen-anhalt.de/wahlen/bm15/erg/gem/bm.15087101.20151025.ergtab.dr.html
5. ↑  Amtsblatt des Landkreises Nr. 2/2009 Seite 18 (Memento vom 25. Januar 2016 im Internet Archive) (PDF-Datei; 1000 kB)